# Orlando furioso (Vivaldi, 1714)
Orlando furioso ist eine Oper in drei Akten von Antonio Vivaldi (Musik) mit einem Libretto von Grazio Braccioli nach Ludovico Ariostos Der rasende Roland. Ursprünglich handelte es sich um eine Oper des Komponisten Giovanni Alberto Ristori, die ab November 1713 mit großem Erfolg an dem von Vivaldi und seinem Vater geleiteten Teatro Sant’Angelo in Venedig gespielt wurde. Vivaldi tauschte noch in derselben Spielzeit schrittweise einzelne Stücke der Oper durch eigene Kompositionen aus, bevor er sie im Dezember 1714 in vollständig überarbeiteter Form (RV Anh. 84 bzw. 819) am selben Haus spielen ließ. Teile der ersten beiden Akte und der gesamte dritte Akt sind verschollen.

## Handlung

### Charaktere und literarischer Hintergrund
Alle Charaktere und die meisten Handlungselemente basieren auf der Vorlage Der rasende Roland von Ludovico Ariosto. Diese war im 18. Jahrhundert weit verbreitet und konnte beim gebildeten Publikum als bekannt vorausgesetzt werden. Die Rahmenhandlung bildet dort ein Krieg zwischen den Franken unter Kaiser Karl dem Großen und deren christlichen Verbündeten auf der einen Seite und den vereinigten heidnischen (muslimischen) Truppen aus Sarazenen und verschiedenen afrikanischen Völkern auf der anderen. Der Konflikt zwischen Christen und Heiden spielt in Vivaldis Oper höchstens unterschwellig eine Rolle.
Orlando
Ein heldenhafter Graf und der bedeutendste Paladin in Diensten Kaiser Karls des Großen. Er fällt jedoch wegen seiner unerwiderten Liebe zu Angelica als Kämpfer aus. Als Angelica sich in den einfachen heidnischen Krieger Medoro verliebt, wird er wahnsinnig. Diese Episode gab dem ganzen Werk seinen Titel Der rasende Roland. Sein Freund Astolfo findet den Verstand später auf dem Mond und bringt ihn zurück.
Angelica
Die Prinzessin von Cathay (China). Sie gilt als schönste Frau der Welt, und unzählige Ritter verlieben sich in sie. Sie befindet sich ständig auf der Flucht vor ihren Verehrern und besonders vor Orlando. Schließlich verliebt sie sich in den heidnischen Soldaten Medoro, den sie nach einer Verwundung gesundpflegt.
Alcina
Eine böse liebestolle Zauberin, die ihre Männer in Tiere oder Pflanzen verwandelt. Dieser Charakter ist der Circe aus Homers Odyssee nachgebildet. In der Oper hat sie zunächst eine Beziehung mit Astolfo, verliebt sich dann aber auch in Orlando, Ruggiero und die als Mann verkleidete Bradamante.
Bradamante
Die heldenhafte und kampferprobte Gräfin von Marseille. Sie geht eine Beziehung mit dem heidnischen Ritter Ruggiero ein, den sie später heiratet.
Medoro
Ein einfacher afrikanischer Soldat, der sich in Angelica verliebt.
Ruggiero
Ein heldenhafter heidnischer Ritter und Geliebter (später Ehemann) Bradamantes, der am Ende zum Christentum übertritt. Die beiden sind die Vorfahren des Adelsgeschlechts der Este – eine Huldigung Ariostos an seinen Mäzen Ercole I. d’Este.
Astolfo
Ein englischer Prinz, der Sohn von König Otto.
Logistilla
Eine gute Fee und Schwester Alcinas.
Melissa
Eine weitere gute Fee, die Beschützerin Ruggieros und Bradamantes.
Der Hippogryph
Ein geflügeltes Pferd mit dem Kopf und den Vorderbeinen eines Adlers. Es gehörte ursprünglich dem Zauberer Atlas und ging dann in den Besitz Astolfos über.

### Kurzfassung
Erster Akt. Bei ihrer Flucht vor ihrem Verehrer Orlando wurden Angelica und ihr Geliebter Medoro getrennt. Angelica verschlägt es auf die Insel der Zauberin Alcina, die sie freundlich aufnimmt und ihr ihren Schutz verspricht. Auch Orlando erreicht die Insel. Er trifft zunächst auf Alcinas Liebhaber Astolfo und dann auf die Zauberin selbst. Alcina will ihn für sich gewinnen und weckt dadurch Astolfos Eifersucht. Wenig später kommt auch Bradamante auf die Insel, die hier ihren Verlobten Ruggiero zu finden hofft. Sie ist als Mann verkleidet, um von Alcina nicht erkannt zu werden. Als der verwundete Medoro an das Ufer gespült wird, heilt ihn Alcina. Orlando findet und bedroht ihn. Alcina gibt Medoro als ihren Bruder aus, und Angelica versichert Orlando, dass sie ihn liebe. Zugleich flüstert sie Medoro zu, dass dies eine Täuschung sei. Zuletzt findet auch Ruggiero auf die Insel. Alcina bewirkt durch einen Zauber, dass er sich in sie verliebt und Bradamante vergisst. Bradamante schwört sie sich, ihn zu retten.
Zweiter Akt. Alcina verwandelt Astolfo in einen Myrtenbaum, da sie seine Eifersucht stört. Bradamante, die sich mit einem Zauberring unsichtbar gemacht hat, beobachtet dies. Sie löst Astolfos Zauber mit ihrem Ring und nutzt ihn dann, um auch Ruggiero von Alcinas Liebeszauber zu heilen. Angelica lockt Orlando in eine Falle: Er soll ihr aus einer gefährlichen Höhle, das von einem Ungeheuer bewacht wird, einen Verjüngungstrank holen. Trotz Astolfos Warnung lässt sich Orlando darauf ein, und die Höhle verschließt sich nach seinem Eintritt. Dennoch gelingt es Orlando dank seiner übermenschlichen Kräfte, sich zu befreien. Ruggiero kann Bradamante von seiner vollständigen Heilung überzeugen. Unter dem Schutz Alcinas heiraten Angelica und Medoro. Sie ritzen ihre Liebesschwüre in die Rinde der Bäume. Als Orlando diese findet, verliert er den Verstand.
Dritter Akt. Astolfo, Ruggiero und Bradamante glauben, dass ihr Freund Orlando tot ist. Sie wollen ihn an Alcina rächen. Dazu müssen sie in den von einer Stahlwand geschützten Tempel der Hekate eindringen, um die Urne mit der Asche Merlins zu zerstören. Sie beobachten, wie Alcina den Tempel mit einem Zauber öffnet. Die als Mann „Ardalico“ verkleidete Bradamante bittet sie um Hilfe gegen Ruggiero, der ihre Schwester verführt habe. Der wahnsinnige Orlando kommt hinzu, tanzt, redet Unsinn, kämpft gegen eingebildete Monster und verschwindet im Tempel. Alcina verabredet ein Stelldichein mit dem vermeintlichen Ardalico. Ruggiero und der eifersüchtige Medoro streiten über Treue und Ehre, bis sie von Angelica getrennt werden. Im Tempel bekämpft Orlando den Wächter Aronte und bewegt die Merlin-Statue, die er für Angelica hält. Dadurch ist Alcinas Macht gebrochen. Die Insel verwandelt sich in eine Wüste, und Orlando schläft ein. Alcina versucht, ihn zu töten, wird aber von Ruggiero und Bradamante davon abgehalten. Bradamante verhindert auch die Flucht Angelicas und Medoros. Astolfo heilt Orlando mit einer Zauberfackel. Alcina flieht und sucht Hilfe bei den Furien der Hölle. Der auch von seiner unerwiderten Liebe zu Angelica befreite Orlando wünscht ihr und Medoro alles Gute.

### Erster Akt
Galerie im Palast Alcinas
Szene 1. Angelica ist mit ihrem Geliebten Medoro vor ihrem hartnäckigen Verehrer Orlando geflohen. Dabei wurden die beiden getrennt. Angelica hat es auf die Zauberinsel Alcinas verschlagen und klagt dieser ihr Leid. Alcina versucht vergeblich, sie zu trösten (Arie Angelica: „Vorria la mia speranza“).
Szene 2. Auch Orlando ist auf die Insel gelangt, wo er zunächst auf Alcinas Geliebten Astolfo trifft. Da Astolfo ihn aufgrund seines geschlossenen Visiers nicht erkennt, greift er ihn an, bemerkt seinen Irrtum aber schnell. Alcina versucht sofort, den berühmten Kämpfer Orlando als Mitstreiter gegen ihre Schwester Logistilla zu gewinnen. Obwohl Orlando auf seine Verbindung mit Angelica hinweist, wird Astolfo eifersüchtig. Alcina verabschiedet sich mit einer Arie, in der sie Orlando Hoffnung auf Liebeserfüllung macht (Arie Alcina: „Se fedele serbi affetto“).
Szene 3. Orlando versucht erneut, Astolfo zu beruhigen: Er habe in Alcinas Augen wahre Liebe für ihn gesehen. Astolfo glaubt ihm nicht. Er teilt Orlando mit, dass Alcinas Zaubermacht von der Urne mit der Asche des Zauberers Merlin stamme, deren Wächter Aronte unbezwingbar sei. Astolfo spürt, dass Alcina seine Liebe nicht erwidert (Arie Astolfo: „La fè, l’amor, che ho in sen“).
Szene 4. Bradamante sucht nach ihrem Verlobten Ruggiero. Die weise Zauberin Melissa hatte ihr prophezeit, dass er auf dieser Insel den Liebeskünsten Alcinas verfallen werde. Um deren Macht zu brechen, hat sie Bradamante einen magischen Ring mitgegeben. Bradamante tritt zunächst als Mann verkleidet auf, damit Alcina sie nicht als die berühmte Kriegerin erkennt (Arie Bradamante: „Rivo che tumido“).
Szene 5. Orlando erinnert sich an eine Prophezeiung Malagigis, dass er sein Ziel erreichen werde (Arie Orlando: „Nel profondo cieco mondo“).
Lieblicher Garten mit zwei Brunnen, von denen der eine die Liebe auslöscht, der andere sie entfacht; stürmisches Meer in der Ferne
Szene 6. Angelica beobachtet, wie ihr Geliebter Medoro schwer verletzt in einem kleinen Boot an Land gespült wird. Sie ruft um Hilfe.
Szene 7. Alcina heilt Medoro mit ihrer Zauberkraft. Medoro erzählt Angelica, dass er das Schiff von Logistilla erhalten habe. Das Schiff sei jedoch angegriffen und er selbst verwundet und gefangen genommen worden. Dann habe man ihn ins Meer geworfen, um den Zorn Neptuns zu beschwichtigen (Arie Medoro: „Se trova il lume la farfalletta“).
Szene 8. Plötzlich taucht Orlando auf, sieht seinen Rivalen Medoro bei Angelica und bedroht ihn. Alcina versucht, die Situation zu entschärfen, indem sie Medoro als Angelicas Bruder ausgibt. Angelica versichert ihrerseits Orlando ihre Liebe, wobei sie dem eifersüchtigen Medoro zuflüstert, dass sie dies lediglich vortäusche (Arie Angelica: „Tu sei degli occhi miei“).
Szene 9. Alcina rät Medoro seine Eifersucht zu lassen und höchstens im Stillen zu leiden (Arie Medoro: „E’ la brama in chi ben ama“).
Szene 10. Nun hat auch Bradamantes Verlobter Ruggiero auf dem Hippogryph den Weg auf die Insel gefunden. Alcina verliebt sich auf der Stelle in ihn und gibt ihm Wasser aus dem Zauberbrunnen zu trinken, woraufhin er ihr verfällt und Bradamante vergisst.
Szene 11. Bradamante findet Ruggiero zu spät. Er ist Alcina bereits völlig verfallen (Arie Ruggiero: „Porta il sol del tuo sembiante“) und erkennt seine Verlobte, die ihre Verkleidung inzwischen abgelegt hat, nicht einmal mehr. Bradamante nennt sich nun Olimpia und behauptet, Ruggiero sei ihr untreuer Geliebter Bireno. Ruggiero widerspricht, da er seinen eigenen Namen noch kennt. Er besingt seine Liebe zu Alcina (Arie Ruggiero: „Non muore il fiore“).
Szene 12. Alcina versichert Bradamante, dass es sich bei ihrem Geliebten nicht um Bireno handle (Arie Alcina: „Per lo stral che vien da’ rai“).
Szene 13. Bradamante erkennt, dass Ruggiero unter Alcinas Zauber steht. Sie schwört sich, ihre Liebe zu ihm nicht aufzugeben (Arie Bradamante: „Amerò costante sempre“).

### Zweiter Akt
Lustwäldchen mit versteckten Ruheplätzen
Szene 1. Alcina weist Astolfos Liebesschwüre zurück: Ein einziger Liebhaber könne sie niemals zufriedenstellen.
Szene 2. Bradamante macht sich mit dem von Melissa erhaltenen magischen Ring unsichtbar, um die beiden zu belauschen. Sie beobachtet, wie Alcina Astolfo in einen Myrtenbaum verwandelt, damit er sie fortan ohne Eifersucht liebt und sich nicht über ihre anderen Liebhaber beklagt (Arie Alcina: „Chi seguir vuol la costanza“).
Szene 3. Bradamante versucht, die Zweige der Myrte zu entknoten, um den Zauber zu lösen. Sie wird jedoch durch die Ankunft des ebenfalls verzauberten Ruggiero unterbrochen, der völlig von seiner Liebe zu Alcina besessen ist. Noch immer unsichtbar ruft sie ihm zu, dass diese höchst treulos sei und ihn jemand anders viel aufrichtiger liebe. Der verzauberte Astolfo macht ihn auf sich aufmerksam. Bradamante gibt sich (als Olimpia) zu erkennen und löst Astolfos Verzauberung nun vollständig (Arie Astolfo: „Ah, fuggi rapido“).
Szene 4. Bradamante drückt Ruggiero den Ring in die Hand. Alcinas Zauber weicht, und er erkennt seine Verlobte wieder. Bradamante trägt ihm auf, zur Probe mit dem Ring zu Alcina zu gehen und ihre Schönheit zu betrachten. Falls er ihr erneut verfallen sollte, werde sie ihm vergeben (Arie Bradamante: „Taci, non ti lagnar“).
Szene 5. Ruggiero hat ein schlechtes Gewissen wegen seines Verrats an Bradamante. Orlando versucht vergeblich, ihn zu beruhigen (Arie Ruggiero: „Piangerò, sin che l’onda del pianto“).
Gebirgsgegend mit hoher steiler Felswand
Szene 6. Angelica bittet Medoro, ihr zu vertrauen, da sie die Probleme mit Orlando selbst lösen will. Medoro will ihr gerne glauben, fürchtet jedoch, dass sich seine Eifersucht wieder rühren wird, wenn sie ihn allein lässt (Arie Medoro: „Io sembro appunto quell’augelletto“).
Szene 7 [7–10]. Angelica will Orlando in eine tödliche Falle locken, um ihn endgültig loszuwerden. Dazu täuscht sie ihm ihre Liebe vor (Arie Angelica: „Tu lasciarmi? tu morir“) und verlangt einen Liebesbeweis von ihm: Er soll auf den von Alcina herbeigezauberten Felsen steigen, um ihr das Wasser zu holen, mit dem einst Medea die Jugend Aisons wiederhergestellt habe. Obwohl sie ihn darauf hinweist, dass es von einem schrecklichen Ungeheuer bewacht wird, will sich Orlando sofort auf den Weg machen.
Szene 8. Der hinzukommende Astolfo warnt Orlando vergeblich davor, sich auf das Abenteuer einzulassen.
Szene 9. Beobachtet von Angelica erklimmt Orlando den Felsen.
Die Felswand stürzt herab und verwandelt sich in eine furchteinflößende Höhle ohne Ausgang
Szene 10 [11]. In der Höhle angelangt, fordert Orlando das Ungeheuer heraus. Eine Stimme aus dem Inneren ruft ihm zu, dass er Alcinas Gefangener sei. Orlando stellt fest, dass die Höhle keinen Ausgang hat. Dank seiner Heldenkraft gelingt es ihm jedoch, die Felsen beiseite zu räumen und sich zu befreien. Er schwört, Alcinas Reich zu zerstören.
Schöner abgelegener Ort in einem lieblichen Wäldchen
Szene 11 [12]. Ruggiero wollte an einer von Alcina ausgerichteten Jagd teilnehmen. Nachdem sein Zauber gelöst wurde, erkennt er aber deren wahre Gestalt. Beschämt über sein Verhalten fordert er Bradamante auf, ihn zu töten (Arie Ruggiero: „Torni il vezzo su il tuo volto“). Damit ist der letzte Beweis für seine Heilung erbracht. Bradamante jubiliert (Arie Bradamante: „Amor a me nel cuor“).
Szene 12. Vor Beginn der Jagd sucht Alcina vergeblich nach Ruggiero (Arie Alcina: „Usignolo, lascia il duolo“).
Land am Fuß eines Hügels mit einigen Baumgruppen; in deren Schatten Geschirr und der Hochzeitskelch von Angelica und Medoro; in den Lüften Zephyre und Amoretten
Szene 13. Zu fröhlichen Gesängen des Chores (Chor: „Al fragor, de’ corni audaci“) und mit dem Segen Alcinas heiraten Angelica und Medoro. Beide trinken aus dem Hochzeitskelch (Accompagnato Medoro: „Te gran diva di Cipro alta, e possente“ – Chor: „Gran Madre Venere“ – Accompagnato Angelica: „Te, Citterea vezzosa“ – Chor: „Diva dall’Espero“ – Arie Alcina: „Quella stella che amor fa più bella“).
Szene 14. Angelica und Medoro ritzen ihre Liebesbekenntnisse in die Rinde der umstehenden Bäume (Duette Medoro/Angelica: „Belle pianticelle“ – „Sei mio Nume, se il mio bene“).
Szene 15. Orlando beobachtet, wie das Paar davonzieht. Er findet die Inschriften in den Bäumen und verliert vor Verzweiflung den Verstand (Arioso und Arie Orlando: „Io ti getto elmo ed usbergo“ – „Ho cento vanni al tergo“).

### Dritter Akt
Vorhof zum Tempel der Unterweltgöttin Hekate, abgeschlossen von einer Stahlwand
Szene 1. Ruggiero und Astolfo sind überzeugt, dass Orlando tot ist. Sie beschließen, ihn an Alcina zu rächen. Astolfo glaubt, dass die Zauberin Melissa ihnen dabei helfen könne, die Stahlwand zu durchbrechen (Arie Astolfo: „Dove il valor combatte“).
Szene 2. Bradamante gesellt sich, erneut in Männerkleidung, hinzu. Sie weist darauf hin, dass sich im Tempel die Urne mit der Asche Merlins befindet, die Alcina ihre Macht verleiht und besteht darauf, selbst den entscheidenden Schlag gegen Alcina auszuführen. Alle verstecken sich, als sie Alcina kommen hören.
Szene 3. Alcina hat sich zum Tempel begeben, um göttliche Unterstützung gegen den sie ungerecht behandelnden Liebesgott Amor zu erflehen und den Aufenthaltsort Ruggieros zu erfahren. Um Zugang zu erhalten, spricht sie zunächst einige vergebliche Drohungen gegen die Götter der Unterwelt aus und ruft dann den Geist Merlins an.
Die Stahlwand zerbricht in zwei Teile und öffnet den Tempel der Hekate mit der Statue des Zauberers Merlin, die an eine Urne mit dessen Asche gelehnt ist, bewacht vom unverwundbaren Aronte mit einer Keule; der Innenraum ist von eisernen Balustraden verschlossen; auf einer Seite der Altar der Hekate
Ruggiero und Bradamante treten aus ihrem Versteck. Alcina ist erfreut, ihren Geliebten wiedergefunden zu haben. Bradamante stellt sich ihr als Ardalico vor und behauptet, ihre Schwester sei von Ruggiero verführt und verlassen worden. Sie habe ihn gesucht, um diese Schmach zu rächen.
Szene 4. Nun erscheint auch Orlando. Zum Entsetzen der Anwesenden scheint er niemanden mehr zu erkennen, redet wirres Zeug und fängt an zu tanzen.
Szene 5. Als letztes kommt Angelica hinzu. Orlando erkennt auch sie nicht, macht ihr aber Vorwürfe. Angelica versichert, immer Mitgefühl für ihn gehabt zu haben, doch ihre Gefühle seien unschuldig (Arie Angelica: „Povera fedeltà“).
Szene 6. Orlando sieht sich in seinem Wahn von Ungeheuern umgeben, die er töten will (Arie Orlando: „Gli seguirò, gli atterrerò“). Er verschwindet im Tempel. Alcina hat sich inzwischen in den vermeintlichen Ardalico (Bradamante) verliebt. Sie schickt ihn fort, um einen „grüneren Ort“ zu suchen und dort auf sie zu warten. Bradamante geht nur widerstrebend, da sie Ruggiero nicht bei Alcina lassen möchte (Arie Bradamante: „A questo core pregio si fa“). Alcina schaut ihr bewundernd nach (Arie Alcina: „Sentire che nel sen il cor legato stà“) und geht dann ebenfalls.
Szene 7. Der allein zurückgebliebene Ruggiero grübelt über die Ehre und seine Liebe zu Bradamante nach, als Medoro erscheint und ihn nach seiner Beziehung zu Alcina fragt. Medoro wirft ihm seine Unbeständigkeit vor, doch Ruggiero hält es für richtig, eine unehrliche Liebe zu beenden.
Szene 8. Der Streit zwischen Medoro und Ruggiero eskaliert, und beide greifen zu ihren Degen. Nur das Eingreifen Angelicas verhindert Schlimmeres (Arie Medoro: „Son di coraggio armato“). Dennoch gibt Ruggiero ihr die Schuld an Orlandos Wahnsinn (Arie Ruggiero: „Come l’onda con voragione orrenda“). Er geht.
Szene 9. Angelica versichert Medoro, dass er keinen Grund zur Eifersucht habe (Arie Angelica: „Amorosa verginella“).
Szene 10. Medoro ist noch nicht vollständig beruhigt (Arie Medoro: „Quanti cuori, e quanti amanti“).
Szene 11. Orlando hält in seinem Wahn (Arie Orlando: „Scendi nel tartaro“) die Statue Merlins für Angelica und attackiert den Wächter Aronte. Mit seinen Heldenkräften gelingt es ihm tatsächlich, diesen zu besiegen und die Statue zu ergreifen. Damit verschwindet auch die Zaubermacht Alcinas, und die Szene verwandelt sich. Orlando legt sich zum Schlafen nieder.
Szene 12. Nach dem Verlust ihrer Macht verzweifelt Alcina. Als sie den schlafenden Orlando, die Ursache ihres Leids, erblickt, sieht sie eine Möglichkeit zur Rache, wird aber von Ruggiero und Bradamante aufgehalten. Die beiden klären sie darüber auf, dass Ruggiero nicht mehr ihrem Zauber unterliegt und der vermeintliche Ardalico in Wirklichkeit ihre Feindin Bradamante ist.
Szene 13. Angelica und Medoro versuchen, von der Insel zu fliehen, werden aber ebenfalls von Bradamante daran gehindert, die in Angelica die Ursache für Orlandos Wahnsinn sieht.
Szene 14. Der von den anderen bereits vermisste Astolfo erscheint mit Soldaten Logistillas. Er teilt den Anwesenden mit, dass ihn sein geflügeltes Pferd durch den Himmel bis zu dem Ort getragen habe, an dem das ewige Feuer brennt. Dort habe ihm eine Stimme aufgetragen, eine Fackel mit dem „verlorenen Licht des Verstands Orlandos“ mitzunehmen. Orlando erwacht und gewinnt beim Anblick der Fackel tatsächlich seinen Verstand zurück. In diesem Moment empfindet Alcina den Verlust ihrer Macht besonders stark. Sie beschließt, bei den Furien der Hölle Hilfe für ihre Rache zu suchen (Arie Alcina: „Anderò, volerò, griderò“). Orlando hingegen ist auch von seinem Liebeswahn zu Angelica geheilt. Er wünscht ihr und Medoro Frieden und ewige Liebe. Der Schlusschor preist Treue und Beständigkeit der Liebenden (Chor: „Vien dal cielo in noi l’amore“).

## Gestaltung
Das Orchester besteht aus Streichern (möglicherweise um Oboen verstärkt), Traversflöte, zwei Hörnern und zwei Trompeten.

### Musiknummern
Die Oper enthält die folgenden Musikstücke:
Erster Akt
- Szene 1. Rezitativ (Alcina, Angelica): „Gran reina degl’Indi“
  - Arie (Angelica): „Vorria la mia speranza“ – [Allegro] G-Dur; nur Teile des Basso-continuo (Autograf)
- Szene 2. Rezitativ (Alcina, Orlando, Astolfo): „Quanta pietà mi desta“
  - Arie (Alcina): „Se fedele serbi affetto“ – [Allegro] d-Moll; nur Basso continuo und Sänger-Einsatz (Abschrift Giambattista Vivaldi)
- Szene 3. Rezitativ (Orlando, Astolfo): „Della bella negli occhi“
  - Arie (Astolfo): „La fè, l’amor, che ho in sen“ – [Allegro] a-Moll; nur Basso continuo und Sänger-Einsatz (Abschrift Giambattista Vivaldi); vgl. „Che fé, che amor“ aus Ottone in villa RV 729, I:9
- Szene 4. Rezitativ (Orlando, Bradamante): „La Dorata tua face“
  - Arie (Bradamante): „Rivo che tumido“
- Szene 5. Rezitativ (Orlando): „Amorose mie brame“
  - Arie (Orlando): „Nel profondo cieco mondo“ – Text auch in Orlando furioso RV 728 I:5 und L’Atenaide RV 702b II:2
- Szene 6. Rezitativ (Merodo, Angelica): „Quanto somigli“
- Szene 7. Rezitativ (Alcina, Angelica, Medoro): „Amica, ah tal mi rendi il mio tesoro?“
  - Arie (Medoro): „Se trova il lume la farfalletta“ – [Allegro] D-Dur; nur Basso continuo und Sänger-Einsatz (Abschrift Giambattista Vivaldi)
- Szene 8. Rezitativ (Orlando, Alcina, Angelica, Medoro): „Non godrai sempre in pace“
  - Arie (Angelica): „Tu sei degli occhi miei“ – Text auch in Orlando furioso RV 728 I:8
- Szene 9. Rezitativ (Alcina, Medoro): „Come tien basso il ciglio“
  - Arie (Medoro): „E’ la brama in chi ben ama“ – G-Dur; nur Gesang und Basso continuo (Autograf); vgl. „Tutto sprezzo e trono e impero“ aus Ottone in villa RV 729, III:1
- Szene 10. Rezitativ (Ruggiero, Alcina): „Un sol occhio più tosto aver vorrei“
- Szene 11. Rezitativ (Bradamante, Alcina, Ruggiero): „Ruggier! gelosa ascolto“
  - Arie (Ruggiero): „Porta il sol del tuo sembiante“
  - Rezitativ (Bradamante, Alcina, Ruggiero): „Misera!“
  - Arie (Ruggiero): „Non muore il fiore“ – [Allegro] D-Dur; nur Basso-continuo (Autograf)
- Szene 12. Rezitativ (Bradamante, Alcina): „Ah inumano, ah crudele“
  - Arie (Alcina): „Per lo stral che vien da’ rai“ – [Allegro] D-Dur, fragmentarisch (Autograf); vgl. Orlando finto pazzo RV 727, II:4 und Armida al campo d’Egitto RV 699c II:10
- Szene 13. Rezitativ (Bradamante): „Lassa lo veggo“
  - Arie (Bradamante): „Amerò costante sempre“ – G-Dur; nur Basso-continuo (Autograf)[A 1]

Zweiter Akt
- Szene 1. Rezitativ (Alcina, Astolfo): „Tant’è; l’amor per variar d’oggetto“
- Szene 2. Rezitativ (Astolfo, Alcina, Bradamante): „Astolfo, e la rivale!“
  - Arie (Alcina): „Chi seguir vuol la costanza“ – fehlt; Text auch in Ottone in villa RV 729a I:5 und variiert in RV 738 III:2
- Szene 3. Rezitativ (Bradamante, Ruggiero, Astolfo): „Che vidi? o ciel? che vidi“
  - Arie (Astolfo): „Ah, fuggi rapido“
- Szene 4. Rezitativ (Bradamante, Ruggiero, Orlando): „Guarda un poco quest’occhi“
  - Arie (Bradamante): „Taci, non ti lagnar“ – Text auch in Orlando furioso RV 728 1I:3
- Szene 5. Rezitativ (Ruggiero, Orlando): „Qual terra ignota al sol“
  - Arie (Ruggiero): „Piangerò, sin che l’onda del pianto“ – Text auch in Orlando furioso RV 728 II:4 (Frühfassung)
- Szene 6. Rezitativ (Medoro, Angelica): „Da questi sassi?“
  - Arie (Medoro): „Io sembro appunto quell’augelletto“ – fehlt; Text auch in Ottone in villa RV 729a II:11, Teuzzone RV 736 III:9 und Ercole su’l Termodonte RV 710 11:9
- Szene 7. Rezitativ (Angelica, Orlando): „Ne’ giunge Orlando ancor?“
  - Arie (Angelica): „Tu lasciarmi? tu morir“ – fehlt[A 2]
  - Rezitativ (Orlando, Angelica): „Quella è amorosa fè“
- Szene 8. Rezitativ (Astolfo, Angelica, Orlando): „Orlando, dove Orlando?“
- Szene 9. Rezitativ (Orlando, Angelica): „L’importuno, partì“
- Szene 10 [11] Rezitativ (Orlando): „Precipizio, che altrui morte farìa“
- Szene 11. Rezitativ (Bradamante, Ruggiero): „Hai vinto al fine“
  - [Szene 12.] Arie (Ruggiero): „Torni il vezzo su il tuo volto“ – fehlt[A 3]
  - Rezitativ (Bradamante): „Narrate i miei contenti“
  - Arie (Bradamante): „Amor a me nel cuor“ – fehlt[A 4]
- Szene 12. Rezitativ (Alcina): „Ruggiero; o Dio!“
  - Arie (Alcina): „Usignolo, lascia il duolo“
  - Rezitativ (Alcina): „Chi miaddita il mio ben?“
- Szene 13. Chor: „Al fragor, de’ corni audaci“ – F-Dur; für zwei Hörner, Streicher und Basso continuo auf der Bühne sowie Streicher und Basso continuo im Graben (Autograf); Text auch in Orlando furioso RV 728 II:11
  - Rezitativ (Medoro, Angelica, Alcina): „Qui dove dolce Zeffiretto spira“
  - Accompagnato (Medoro): „Te gran diva di Cipro alta, e possente“
  - Chor: „Gran Madre Venere“
  - Rezitativ (Alcina): „Così da questi Dei“
  - Accompagnato (Angelica): „Te, Citterea vezzosa“
  - Chor: „Diva dall’Espero“
  - Rezitativ (Alcina): „Così da questi Dei“
  - Arie (Alcina): „Quella stella che amor fa più bella“ – fehlt[A 5]
- Szene 14. Rezitativ (Medoro, Angelica): „Mi ha commosso a pietà“
  - Duett (Medoro, Angelica): „Belle pianticelle“ – Text auch in Orlando furioso RV 728 II:12
  - Rezitativ (Angelica, Medoro): „Leggi nel verdi alloro“
  - Duett (Medoro, Angelica): „Sei mio Nume, se il mio bene“
- Szene 15. Rezitativ (Orlando): „Ah sleale, ah spergiura“
  - Arioso (Orlando): „Io ti getto elmo ed usbergo“ – Text auch in Orlando furioso RV 728 11:13 (neue Vertonung)
  - Rezitativ (Orlando): „Troverò allegerito il mio riposo“
  - Arie (Orlando): „Ho cento vanni al tergo“ – Text auch in Orlando furioso RV 728 11:13

Dritter Akt (laut Libretto; Musik nicht erhalten)
- Szene 1. Rezitativ: „Morto Orlando tu credi?“
  - Arie (Astolfo): „Dove il valor combatte“ – Text auch in Orlando furioso RV 728 III:1
- Szene 2. Rezitativ: „Vendetta, si cor mio“
- Szene 3. Rezitativ: „L’arco vuo’ frangerti“
- Szene 4. Rezitativ: „Cortese Ifigenìa“
- Szene 5. Rezitativ: „Come purpureo fior languendo muore“
  - Arie (Angelica): „Povera fedeltà“ – Text auch in Ottone in villa RV 729a 11:8
- Szene 6. Rezitativ mit Arie (Orlando): „Ella parte: mirate“ – „Li seguirò“
  - Arie (Orlando): „Gli seguirò, gli atterrerò“
  - Arie (Bradamante): „A questo core pregio si fa“
  - Arie (Alcina): „Sentire che nel sen il cor legato stà“ – Text auch in Orlando finto pazzo RV 727 I:7
- Szene 7. Rezitativ: „Gloria, che mi raigoni“
- Szene 8. Rezitativ: „Costanza è allora il variar pensiero“
  - Arie (Medoro): „Son di coraggio armato“
  - Rezitativ: „Eh taci, e và di tual bellezza armato“
  - Arie (Ruggiero): „Come l’onda con voragione orrenda“ – Text auch in Ottone in villa RV 729a II:1
- Szene 9. Rezitativ: „Partir convien da questo cielo“
  - Arie (Angelica): „Amorosa verginella“
- Szene 10. Rezitativ (Medoro): „Pena il mio ben“
  - Arie (Medoro): „Quanti cuori, e quanti amanti“
- Szene 11. Rezitativ mit Arie (Orlando): „No, no, ti dico no“ – „Scendi nel Tartaro“
- Szene 12. Rezitativ: „Infelice! ove fuggo?“
- Szene 13. Rezitativ: „Sa viamci“
- Szene 14. Rezitativ: „Angelica si arresti“
  - Arie (Alcina): „Anderò, volerò, griderò“ – Text auch in Orlando finto pazzo RV 727 III:12, Teuzzone RV 736 II:11 und Orlando furioso RV 728 III:14(?)
  - Rezitativ: „Vedi, ch’è tuo trionfo“
  - Chor: „Vien dal cielo in noi l’amore“ – Text auch in Orlando furioso RV 728 III:13 (nur Text erhalten)

## Werkgeschichte
Die Herbst- und Karneval-Saisons des Teatro Sant’Angelo in Venedig wurden in den Jahren 1713 bis 1715 gemeinsam von Antonio Vivaldi und seinem Vater Giovanni Battista Vivaldi geleitet. Dort hatte am 9. November 1713 die Oper Orlando furioso des jungen Komponisten Giovanni Alberto Ristori mit einem Libretto von Grazio Braccioli Premiere,:122 die sich als außerordentlich erfolgreich erwies und mehr als 40 Aufführungen erlebte. Der Erfolg war mindestens zum Teil Ristoris Musik und den von Vivaldi ausgewählten Sängern zu verdanken.:124
Vivaldi tauschte noch in derselben Spielzeit schrittweise einzelne Stücke der Oper durch eigene Kompositionen aus, bevor er sie im Dezember 1714 in überarbeiteter Form am selben Haus spielen ließ. In dem neuen Libretto ist der Komponist nicht mehr angegeben.:125 Lange Zeit ging die Forschung davon aus, dass diese Fassung lediglich eine geringfügig überarbeitete Fassung von Ristoris Oper war. Entsprechend wurde sie im Ryom-Verzeichnis im Anhang als RV Anh. 84 Ristori zugeordnet. Inzwischen wies Reinhard Strohm jedoch nach, dass es sich um eine grundlegende Überarbeitung handelt, zu der Vivaldi mindestens einen großen Teil der Musik beisteuerte. Einige Stücke übernahm er aus seinen vorangegangenen Opern Ottone in villa und Orlando finto pazzo. Da das Werk nun als eigenständiges Werk Vivaldis gilt, wurde es im Ryom-Verzeichnis aus dem Anhang in den Hauptteil verschoben. Es erhielt die Ryom-Nummer 819.
Die Sänger der Neufassung von 1714 waren Anton Francesco Carli (Orlando), Margherita Gualandi detta la Campioli (Angelica), Elisabetta Denzio (Bradamante), Anna Maria Fabbri (Alcina), Andrea Pacini (Ruggiero), Girolama Valsecchi (Medoro), Francesco Natali (Astolfo). Die Bühnenbilder stammten von Antonio Mauro. Sie wurden von der Vorjahresproduktion übernommen.:129
Die in der Nationalbibliothek Turin erhaltene Partitur der ersten beiden Akte basiert vermutlich auf dem verschollenen Autograf oder der Aufführungspartitur von Ristoris Fassung, die noch während der laufenden Spielzeit zur „Auffrischung“ kontinuierlich überarbeitet wurde. Einige rezitativische Passagen und Arien wurden entfernt und neues Material eingefügt. Häufig blieben Fragmente der ursprünglichen Musik stehen. Für viele der neuen Arien wurde lediglich die Basslinie notiert. Auch die Textzuordnung ist unvollständig. Die Partitur wurde offenbar in Eile angefertigt. All dies erschwert eine Interpretation. Für einige Arientexte, die sich sowohl im Libretto von 1713 als auch dem von 1714 finden, gibt es nur eine einzige Fassung in der Partitur, von der ungewiss ist, ob sie von Ristori oder Vivaldi stammt. Dass die Fassung von 1713 laut Angabe im Libretto explizit Ristori zugeschrieben ist, kann dabei nur als Anhaltspunkt dienen. Denkbar ist auch, dass die Partitur bereits einen späteren Entwicklungsstand darstellt, in dem diese Arien bereits ausgetauscht waren. Stilistisch unterscheidet sich die Musik Ristoris nicht von der Vivaldis.:133ff Frédéric Delaméa stellte daher die Hypothese auf, dass Vivaldi Ristori lediglich als „Strohmann“ eingesetzt haben könnte oder es sich um einen Mitarbeiter handelte, der anschließend seinen Namen zur Verfügung stellte.
Viele der unvollständigen oder verschollenen Arien verwertete Vivaldi später in anderem Kontext wieder. Insgesamt wurden innerhalb eines Jahres mehr als zwanzig Musiknummern ausgetauscht. Davon haben vierzehn einen neuen Text, meist mit ähnlichem Inhalt wie zuvor, aber in anderem Metrum. Über den Grund kann nur spekuliert werden. Möglicherweise handelte es sich um Wünsche der Sänger.:133ff Bei der Wiederaufnahme der nun vollständig überarbeiteten Fassung im Jahr 1714 traten außer Carli (Orlando) und Denzio (Bradamante) andere Sänger auf, die aber (ungewöhnlich für diese Zeit) bis auf Fabbri (Alcina) eine sehr ähnliche Stimmlage hatten wie die Sänger von 1713. Daher erhielt die Partie der Alcina eine besonders umfassende Überarbeitung sowohl der Arien als auch der Rezitative. Die Partie der Angelica wurde vor allem musikalisch deutlich aufgewertet.:136f
In den folgenden Jahrzehnten wurde Bracciolis Libretto nur für einige weitere Opernproduktionen genutzt, bei denen es sich meist um Pasticci handelt. Der 1720 in der Oper am Gänsemarkt in Hamburg gezeigte Der großmüthige Roland/Der rasende Roland ist allerdings eine deutsche Fassung eines Librettos von Ortensio Mauro mit italienischen Arien. 1722 gab es eine von Georg Caspar Schürmann zusammengestellte Pasticcio-Fassung im Braunschweiger Opernhaus am Hagenmarkt. Eine dem Komponisten Antonio Bioni zugeschriebene Fassung wurde 1724 in Kuks (Böhmen) und Prag gespielt und in den folgenden Jahren auch in Breslau, Brüssel und Karlsbad gezeigt. Eine Fassung von Orazio Pollarolo kam 1725 in Mantua zur Aufführung. Dort wurde in derselben Saison auch Vivaldis L’Artabano gespielt. Es ist davon auszugehen, dass Vivaldi auch auf Pollarolos Werk Einfluss nahm. Der Text basiert auf der Fassung von 1713, allerdings ohne die Partie des Astolfo. Vivaldi selbst komponierte 1727 unter dem Titel Orlando eine Neufassung für das Teatro Sant’Angelo. Das Libretto einer Produktion in Brünn nennt Vivaldi als Komponisten. Es handelte sich aber wohl eigentlich um eine Bearbeitung von Bionis Fassung von 1724. Schließlich gab es noch mehrere offenbar zusammenhängende Aufführungen in Bergamo (1738), Vicenza (1738), Este (1740), Bassano (1741) und im venezianischen Teatro San Moisè (1745).:138ff
Der Dirigent und Musikwissenschaftler Federico Maria Sardelli rekonstituierte die ersten beiden Akte des Werks anhand der vorhandenen Quellen. Da er kein weiteres Pasticcio zusammenstellen wollte, verzichtete er auf eine Rekonstruktion des dritten Akts und konzentrierte sich auf die unvollständigen und fehlenden Arien der ersten beiden Akte. Einige Arien konnte er durch Stücke derselben Schaffensperiode ersetzen, darunter die bereits von Vivaldi selbst ausgewählten Stücke aus Ottone in villa und Orlando finto pazzo. Die nur als Basslinie angegebenen Arien vervollständigte Sardelli im Stil Vivaldis. Als Sinfonia nutzte er das Konzert RV 781.

## Aufnahmen
- Juli 2012 – Federico Maria Sardelli (Dirigent), Modo Antiquo.
 Riccardo Novaro (Orlando), Teodora Gheorghiu (Angelica), Gaëlle Arquez (Bradamante), Romina Basso (Alcina), David DQ Lee (Ruggiero), Delphine Galou (Medoro), Roberta Mameli (Astolfo).
 Aus dem Teatro della Pergola in Florenz; nur die ersten beiden Akte; Rekonstitution von Federico Maria Sardelli, kritische Ausgabe von Bernardo Ticci.
 Naïve OP 30540.[2]